# Gallaceaceae
Gallaceaceae Locq. – rodzina grzybów należąca do rzędu Hysterangiales.

## Wykaz rodzajów
Według Index Fungorum bazującego na Dictionary of the Fungi do rodziny Gallaceaceae należą rodzaje:
- Austrogautieria E.L. Stewart & Trappe 1985
- Gallacea Gallacea Lloyd 1905
- Hallingea Castellano 1996